# Bunce Island
Bunce Island (zeitweise auch Bence, Bense oder Bance Island geschrieben; portugiesisch Île de Bense) ist eine Insel im Sierra Leone River im Mündungsgebiet des Rokel und Port Loko Creek etwa 30 Kilometer flussaufwärts von Freetown, der Hauptstadt von Sierra Leone. Die Insel misst lediglich 600 Meter mal 100 Meter. Sie ist für ihre Sklavenfestung bekannt, welche 1670 durch eine britische Sklavenhandelsgesellschaft errichtet wurde.
Bunce Island ist zur Aufnahme in die Liste des UNESCO-Welterbe vorgeschlagen.

## Geschichte
Auf Grund der strategisch bedeutsamen Lage wurde die Insel lange Zeit von britischen und französischen Truppen umkämpft. Im 18. Jahrhundert war es eine der größten britischen Festungen für den Handel mit Sklaven an der westafrikanischen Rice Coast und 50.000 Sklaven passierten sie.
Anfänglich wurde Bunce Island durch die Gambia Adventurers und die Royal African Company of England verwaltet. Letztere wurde durch die britische Regierung unterstützt. Zu dieser Zeit war die Insel nicht kommerziell erfolgreich, diente jedoch als Symbol für den britischen Einfluss in der Gegend. Diese Probleme verstärkten sich 1728, als die Festung durch Jose Lopez da Moura, einen afroportugiesischen Konkurrenten im Sklavenhandel, überfallen wurde. Bis Mitte der 1740er Jahre blieb die Insel verlassen.

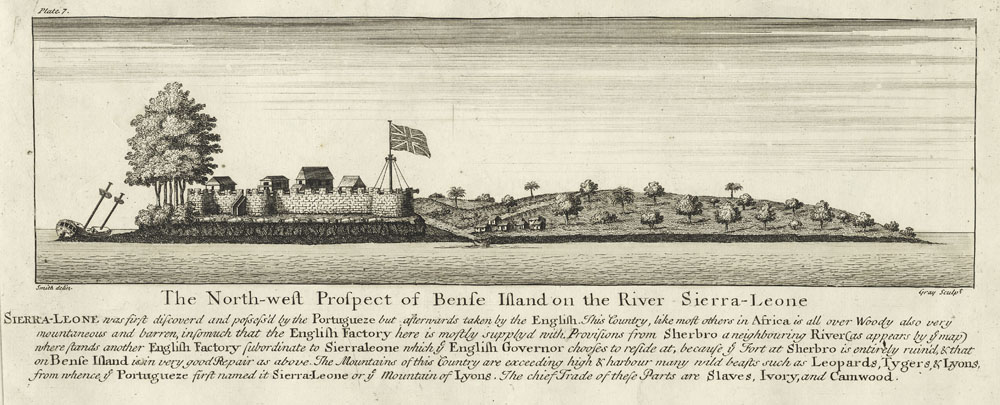
Bunce Island 1726 zur Zeit der Royal African Company (nicht maßstabsgetreu)

Später wurde Bunce Island durch die Londoner Unternehmen Grant, Oswald & Company und John & Alexander Anderson erfolgreich betrieben. In der zweiten Hälfte des 18. Jahrhunderts wurden viele Gefangene von der Insel aus in britisch und französisch kontrollierte Inseln in den Westindischen Inseln verbracht. Am bekanntesten ist Bunce Island jedoch als wichtigster Lieferant von Sklaven für die äußerst erfolgreiche Reisindustrie der nordamerikanischen Kolonien South Carolina und Georgia, die sich damals entwickelte. Afrikanische Reisbauern wurden aus dem Inland entführt und auf Bunce Island oder einer der vielen outfactories (Handelsposten) entlang der Küste verkauft, bevor sie verschifft wurden. Der Geschäftsführer der Insel in Charleston, Henry Laurens, war später ein bekannter Führer im Amerikanischen Unabhängigkeitskrieg.
Wenig später, im Jahr 1807, wurde der atlantische Sklavenhandel durch das britische Parlament gesetzlich verboten. Bunce Island wurde nicht mehr für den Sklavenhandel genutzt, man pflanzte Baumwolle an, eine Sägemühle und ein Handelsposten entstanden. Diese Unternehmen stellten sich jedoch als wenig erfolgreich heraus und im Jahr 1840 wurde die Insel verlassen.

### Nach Ende des Sklavenhandels
Mit dem Ziel, die Bevölkerung über die Geschichte des Landes zu unterrichten, wurde Bunce Island 1949 zum geschützten historischen Ort erklärt. Bis zum Besuch einer Gruppe Gullah, eine afroamerikanische Bevölkerungsgruppe der Küste von South Carolina und Georgia, im Rahmen einer historischen „Homecoming“ Reise nach Sierra Leone 1989 geschah jedoch wenig. Kurze Zeit später verkündete der US-amerikanische National Park Service ein Programm zur Erhaltung der Insel, welches durch die Wirren des Bürgerkriegs in Sierra Leone jedoch nicht zustande kam. Zwei weitere Gullah Homecomings und historische Besuche von Bunce Island fanden 1997 und 2005 statt.
Heute ist die Insel von Ruinen gesäumt. Die Mauern des Gebäudes der Sklavenhändler und ihrer afrikanischen Gefangenen bestehen noch, ebenso wie Überreste zweier Wachtürme, eine Befestigungsanlage mit Platz für acht Kanonen und ein Magazin für Schießpulver.
Daneben gibt es britische Kanonen, von denen einige mit dem königlichen Zeichen von George III versehen sind, Grabsteine der Sklavenhändler, Kapitäne von Sklavenschiffen und afrikanischer Arbeiter auf der Insel.
Drei amerikanische Gelehrte haben umfangreiche Forschung zu Bunce Island betrieben. Der Anthropologe Joseph Opala untersuchte den Zusammenhang zwischen Bunce Island und den Gullah und organisierte die gut propagierten Gullah homecomings, welche in den Dokumentarfilmen „Family Across the Sea“ (1990), „The Language You Cry In“ (1997) und „Priscilla’s Homecoming“ (in Arbeit) dargestellt werden. Der Historiker David Hancock beschreibt detailliert die Zeit von Grant, Oswald & Company in seinem Buch „Citizens of the World“ (1997). Der Archäologe Christopher DeCorse und sein Team führten eine gründliche Bestandsaufnahme der Ruinen auf Bunce Island durch und erstellten einen Bericht für die Regierung von Sierra Leone.
Bunce Island steht als Nationales Monument unter dem Schutz der Monuments and Relics Commission, einem Zweig des Ministeriums für Tourismus und Kultur von Sierra Leone. Es wird versucht die Festung als Andenken an die Vergangenheit zu erhalten und Touristen, insbesondere Afroamerikaner mit starker Bindung zu Bunce Island, anzulocken.  Obwohl andere Sklavenfestungen wie Goree in Senegal und Elmina in Ghana beliebtere Touristenattraktionen für Afroamerikaner darstellen, stehen diese eher in Zusammenhang zu den Westindischen Inseln und nicht zu Nordamerika. Bunce Island wurde als bedeutendster historischer Ort in Afrika für die Vereinigten Staaten bezeichnet.
Seit 2019 finden umfangreiche Erhaltungs-, Sanierungs- und Instandhaltungsarbeiten, vor allem am North Bastion und Curtain Walls sowie am Bance House statt.

## Aufbau

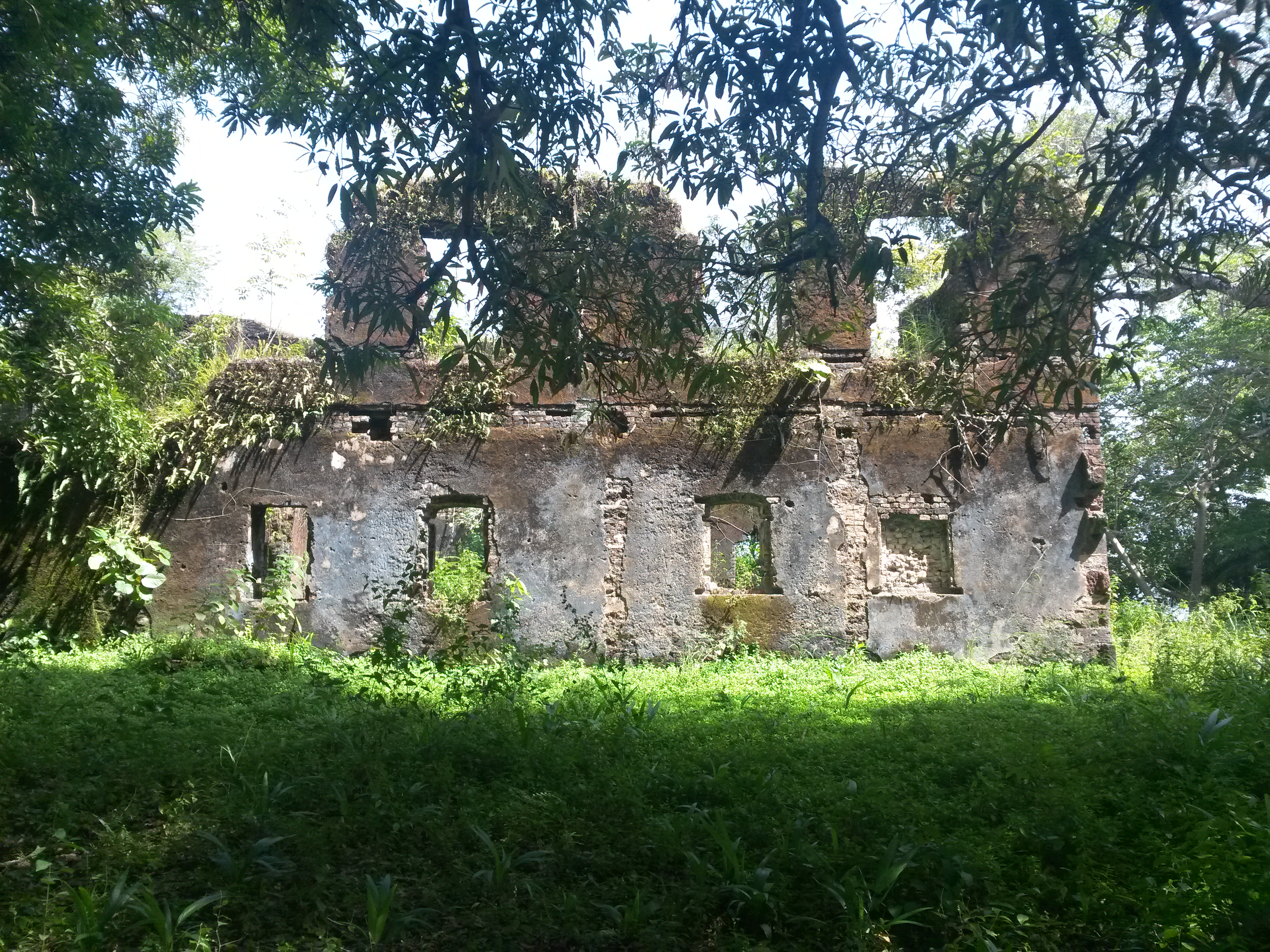
Bance House (2015)

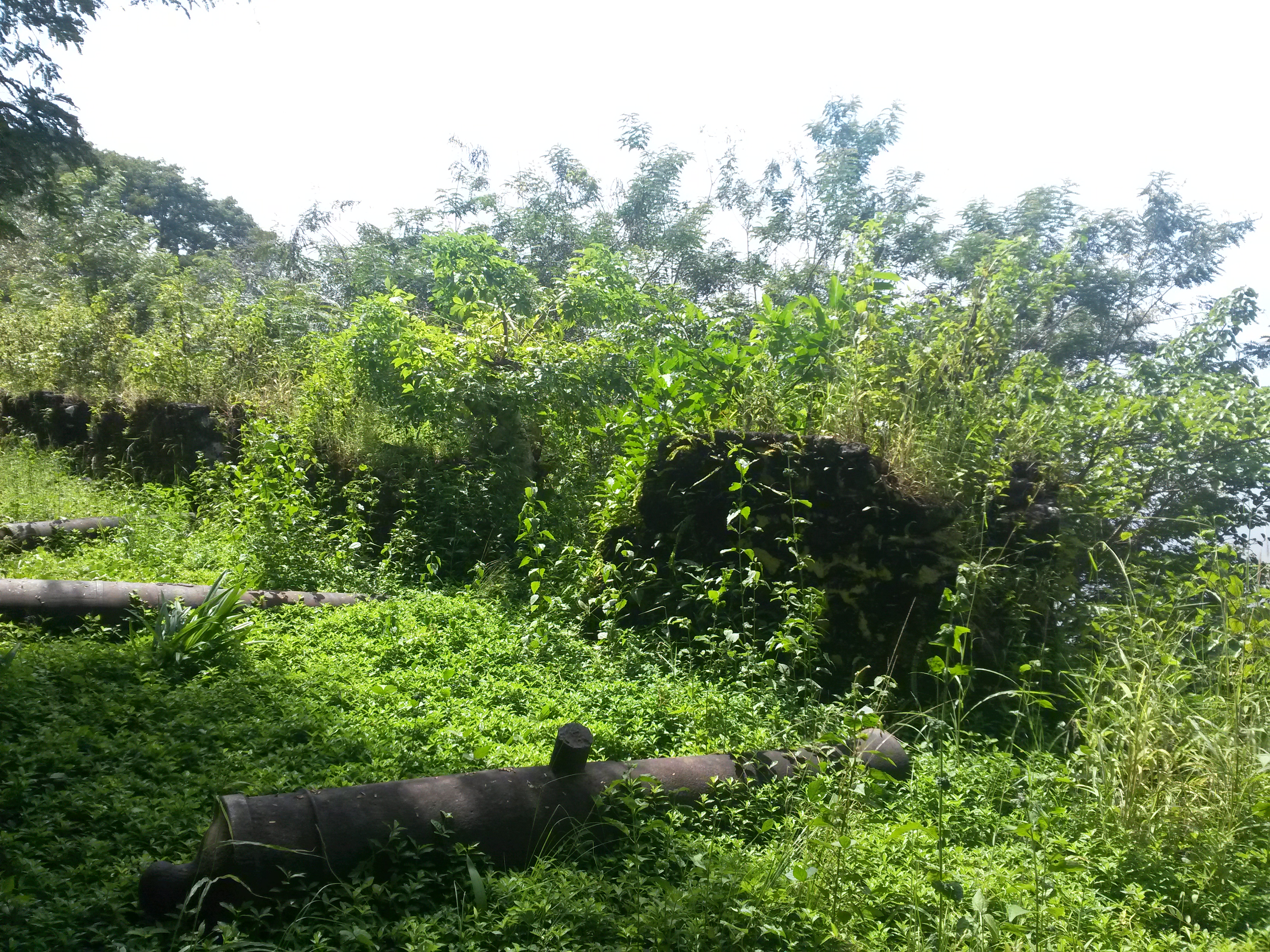
Befestigungsanlage mit Kanonen (2015)

Auf der Insel befanden sich historisch die Festung im Norden und ein Dorf (Adam’s Town) mit einer Straße, 25 Häusern an jeder Seite, Friedhof und Pavillons sowie Vorarbeiterhaus im Süden und einem Brunnen dazwischen, zwei Brennöfen im Westen, eine Landungsbrücke nördlich davon und der Sklavenhandelsplatz im Osten. Die Festung bestand aus neun Hauptelementen:
- Im Nordwesten flussabwärts befindet sich die Befestigungsanlage mit Schießscharten für ursprünglich 16, später acht Kanonen. Diese wird von zwei Bastionen flankiert, auf der jeweils eine Flagge gehisst war.
- Im Zentrum der Anlage befand sich das Bance (Island) House. Es handelte sich um einen zweistöckigen Bau im westindischen Farmhaus-Stil. Verwaltungsräume befanden sich im Erdgeschoss, Wohneinheiten im 1. Stock.
- Dahinter lag gen Nordosten das Sklavenhof für die Männer. Hier wurden bis zu 300 Sklaven in Ketten ohne Schutz vor dem Wetter untergebracht.
- Daneben Richtung Norden lag der Hof für Frauen und Kinder, der kleiner war und eine Schutzhütte mit zwei Räumen bot.
- Der Torturm im Süden beherbergte das Haupttor zum Fort und einen Raum für Wachleute im 1. Stock.
- Daneben lag Richtung Osten der Wohntrakt der Händler. Im Erdgeschoss wurden die Handelswaren gelagert, im 1. Stock waren Wohnräume zu finden.
- Anschließend im Osten war das Schießpulver-Lager zu finden. Es lag im Keller mit sieben Fuß dicken Wänden. Darüber befand sich ein normaler Lagerraum. Überlieferungen nach gingen die Sklaven davon aus, dass es sich um das Gefängnis des Fort gehandelt haben soll.
- Der Büroturm im Nordwesten der Festung war dreistöckig. Je höher der Dienstgrad bzw. die Verantwortung war, desto höher befanden sich die Büros.
- Im Osten wurde die Festung vom Garten im Terrassenform begrenzt. Er diente der Freizeitgestaltung der Sklavenhändler, die sich hier unter Orangenbäumen ausgeruht haben sollen.